# Eterosoma
In genetica sono detti eterosomi o gonosomi i cromosomi la cui funzione è legata alla determinazione del sesso di un individuo. Si distinguono per questo dagli autosomi. Nei diploidi, come l'essere umano, sia gli autosomi che gli eterosomi sono presenti in coppia. 
Il nome eterosoma deriva dal greco e indica che i due membri della coppia hanno una diversa dimensione; questo a differenza degli autosomi di una coppia che sono invece indistinguibili.

## Nomenclatura
Nei mammiferi i cromosomi contenenti informazioni in grado di determinare il sesso sono indicati come X e Y. Il sesso femminile è quello già "predefinito" geneticamente e presenta cariotipo X/X; quello maschile è determinato dall'attivazione dei geni specifici del cromosoma Y (SRY in primis) che danno inizio alla caratterizzazione delle gonadi primitive in quelle maschili (testicolo) e presenta quindi cariotipo X/Y.

Negli uccelli il sesso eterogametico è invece quello femminile (W/Z); in alcuni insetti il maschio è eterogametico (X/Y), ma il meccanismo è diverso. 
Il cromosoma Y, molto più piccolo, contiene circa 90 geni, molti dei quali localizzati nella MSY, la regione maschio-specifica dell'Y. Solo uno dei geni del cromosoma Y, il gene SRY, è responsabile per i tratti anatomici maschili. Quando uno dei 9 geni coinvolti nella produzione di sperma manca o è danneggiato, il risultato è di solito un basso numero di spermatozoi e infertilità.
 
Il cromosoma X trasporta circa 1500 geni, più di qualsiasi altro cromosoma nel corpo umano. La maggior parte di loro codifica per qualcosa di diverso da tratti anatomici femminili.

## Struttura
I due diversi tipi di cromosoma sessuale sono costituiti da proteine e DNA come gli autosomi; anche l'organizzazione tridimensionale è analoga agli altri cromosomi. La differenza principale è che gli eterosomi (X e Y per esempio) non contengono gli stessi geni come gli autosomi. Essi porteranno ciascuno geni specifici, che determineranno i cosiddetti caratteri legati al sesso.
Le uniche porzioni uguali dei due cromosomi sessuali sono presenti alle loro estremità, cioè nelle regioni telomeriche; esse sono definite anche regioni pseudoautosomiche 1 e 2 (per l'analogia con i cromosomi autosomici).

## Malattie X linked
Esempi di mutazioni sul cromosoma X comprendono malattie molto comuni come discromatopsia, emofilia, e sindrome dell'X-fragile:
- La discromatopsia, o carenza di visione dei colori, è l'incapacità o diminuita capacità di vedere i colori, o percepire differenze di colore, in condizioni di luce normale. La discromatopsia colpisce molti individui nella popolazione. Non c'è cecità effettiva, ma vi è una carenza di visione dei colori. La causa più comune è un difetto nello sviluppo di uno o più insiemi di coni che percepiscono il colore alla luce e trasmettono tali informazioni al nervo ottico. Questo tipo di discromatopsia è di solito una condizione legata al sesso. I geni che producono fotopigmenti sono localizzati sul cromosoma X; se alcuni di questi geni sono mancanti o danneggiati, la discromatopsia sarà espressa nei maschi con una maggiore probabilità rispetto alle femmine, perché i maschi hanno un solo cromosoma X.
- L'emofilia si riferisce ad un gruppo di disturbi della coagulazione in cui ci vuole molto tempo per la coagulazione del sangue. L'emofilia è molto più comune nei maschi rispetto alle femmine, perché i maschi sono emizigoti. Essi hanno una sola copia del gene in questione e, pertanto, manifestano la malattia quando ereditano un allele mutante. Al contrario, una femmina deve ereditare due alleli mutanti, un evento meno frequente in quanto l'allele mutante è raro nella popolazione. I caratteri X-linked sono ereditati da madri portatrici o da un padre affetto. Ogni figlio nato da una madre portatrice ha una probabilità del 50% di ereditare il cromosoma X che porta l'allele. La regina Vittoria era un portatrice del gene per l'emofilia e ha trasmesso l'allele dannoso a uno dei suoi quattro figli e almeno due delle sue cinque figlie. Suo figlio Leopoldo ha manifestato la malattia ed è morto all'età di 30 anni. Le principesse Alice e Beatrice diffusero l'emofilia in Russia, Germania e Spagna. All'inizio del XX secolo, dieci dei discendenti di Vittoria avevano l'emofilia ed erano tutti uomini, come atteso.